# A Teixeira
A Teixeira è un comune spagnolo di 567 abitanti situato nella comunità autonoma della Galizia.